# 大阪市立南市岡小学校
大阪市立南市岡小学校（おおさかしりつ みなみいちおかしょうがっこう）は、大阪府大阪市港区にある公立小学校。
中小工場の集積する工業地域を校区としている。また学校緑化に力を入れ、「全国花いっぱいコンクール」の賞も複数回受賞した経験がある。

## 沿革
地域の児童数の増加により、1930年11月1日に大阪市市岡第二尋常高等小学校（現在の大阪市立市岡小学校）から分離する形で、大阪市南市岡尋常高等小学校として現在地に開校した。1941年には国民学校令の施行により、大阪市南市岡国民学校に改称している。
太平洋戦争の戦局悪化により、大阪市の国民学校児童に対して1944年以降の学童疎開が指示された。学童疎開は縁故によるものを原則としたが、縁故に頼れない児童については学校から集団疎開に参加させることにした。集団疎開先の府県は各行政区単位で割り振られ、港区の国民学校の集団疎開先は香川県が指定された。南市岡国民学校の児童は香川県三豊郡本山村・比地大村（現在の三豊市）への集団疎開を実施した。
1945年3月13日深夜から翌3月14日未明にかけての第一次大阪大空襲では校舎が被災し、また校区にも大きな被害を受けた。戦災の影響で1946年に休校となり、近隣の大阪市本市岡国民学校（1947年大阪市立本市岡小学校、1948年大阪市立市岡小学校）に統合された。
校舎は終戦直後、戦災被災者向けの仮設住宅として使われたのち、1951年以降大阪市立市岡商業高等学校が使用した。
地域の復興により学校再開を求める声があがり、1958年に大阪市立南市岡小学校として再開した。市岡商業高校は1956年に港区千代見町2丁目（現在の弁天1丁目）に校舎を建てて部分移転し、以降は小学校敷地を分校として一部使用していた。そのため大阪市立市岡商業高等学校と校舎を共用する形となった。市岡商業高校は翌1959年に千代見町に完全移転し、敷地を小学校が全面使用することになった。
2010年代に入ると、通学区域が隣接する市岡小学校で児童数の増加が見込まれるようになった。一方で、南市岡小学校は児童数が少ない状況であった。この状況を解消するため、市岡小学校の通学区域であった南市岡3丁目を2015年に調整区域としたのち、2018年に南市岡小学校へ変更した。

### 年表
- 1930年11月1日 - 大阪市南市岡尋常高等小学校として、現在地に開校。
- 1941年4月1日 - 国民学校令により、大阪市南市岡国民学校に改称。
- 1944年9月 - 香川県三豊郡本山村・比地大村（現在の三豊市）へ集団疎開。
- 1945年3月13日 - 大阪大空襲で校舎を焼失。
- 1946年4月1日 - 休校。
- 1958年 - 大阪市立南市岡小学校として元の校地に復興開校。当初は大阪市立市岡商業高等学校と敷地を共用。
- 1959年3月14日 - 大阪市立市岡商業高等学校が移転。
- 2006年4月 - 全国都市緑化大会大阪大会の会場で、児童らが栽培活動の発表と緑化宣言をおこなう。
- 2015年4月 - 南市岡3丁目の通学区域を大阪市立市岡小学校との調整区域とする。
- 2018年4月 - 南市岡3丁目の通学区域を市岡小学校から南市岡小学校に変更。

## 通学区域
- 大阪市港区 南市岡1丁目-3丁目。

卒業生は大阪市立市岡東中学校に進学する。

## 交通
- 大阪環状線・地下鉄中央線 弁天町駅 南東へ約900m。